# 12615 Мендесделеон
12615 Мендесделеон (12615 Mendesdeleon) — астероїд головного поясу, відкритий 24 вересня 1960 року.
Тіссеранів параметр щодо Юпітера — 3,296.